# ولادیمیر فیودوروف
ولادیمیر فیودوروف (روسی: Владимир Иванович Фёдоров؛ ۵ ژانویهٔ ۱۹۵۶ – ۱۱ اوت ۱۹۷۹) بازیکن فوتبال اهل اتحاد جماهیر شوروی سوسیالیستی بود. او، به همراه اعضای دیگر تیم باشگاهی پخته‌کار تاشکند، در پی یک تصادف هوایی کشته شد.
از باشگاه‌هایی که در آن بازی کرد می‌توان به باشگاه فوتبال پاختاکور تاشکند اشاره کرد.
وی همچنین در تیم ملی فوتبال شوروی بازی کرد.